# عماره لخوص
عماره لخوص (انگلیسی: Amara Lakhous؛ زادهٔ ۱ ژانویهٔ ۱۹۷۰) نویسنده، روزنامه‌نگار، مترجم، و انسان‌شناس ایتالیایی الجزایری‌تبار است. وی اولین کتابش را در سال ۱۹۹۳ به زبان عربی در الجزایر منتشر کرد. او پس از آن که توسط اسلام‌گراها به مرگ تهدید شد الجزایر را ترک کرد و به ایتالیا مهاجرت کرد.

از این نویسنده رمان برخورد تمدن‌ها سر آسانسوری در پیاتزا ویتوریو به فارسی ترجمه شده‌است.